# Championnats du monde de patinage artistique 2017
Navigation
Mondiaux 2016 Mondiaux 2018
Les Championnats du monde de patinage artistique 2017 ont eu lieu du 29 mars au 2 avril 2017 à la Hartwall Arena de Helsinki en Finlande. La capitale finlandaise accueille pour la cinquième fois les mondiaux de patinage artistique après les éditions de 1914 (uniquement pour les messieurs), 1934 (uniquement pour les couples artistiques), 1983 et 1999.

## Qualifications
Les patineurs sont éligibles à l'épreuve s'ils représentent une nation membre de l'Union internationale de patinage (International Skating Union en anglais) et s'ils ont atteint l'âge de 15 ans avant le 1er juillet 2016. Les fédérations nationales sélectionnent leurs patineurs en fonction de leurs propres critères, mais l'Union internationale de patinage exige un score minimum d'éléments techniques (Technical Elements Score en anglais) lors d'une compétition internationale avant les championnats du monde.

### Score minimum d'éléments techniques
L'Union internationale de patinage stipule que les notes minimales doivent être obtenues lors d'une compétition internationale senior reconnue par elle-même au cours de la saison en cours ou précédente. 
| Score minimum d'éléments techniques                                                         | Score minimum d'éléments techniques | Score minimum d'éléments techniques |
| Discipline                                                                                  | Programme court                     | Programme libre                     |
| Messieurs                                                                                   | 34.00                               | 64.00                               |
| Dames                                                                                       | 27.00                               | 47.00                               |
| Couples                                                                                     | 25.00                               | 43.00                               |
| Danse sur glace                                                                             | 29.00                               | 39.00                               |
| ------------------------------------------------------------------------------------------- | ----------------------------------- | ----------------------------------- |
| Les scores des programmes courts et libres peuvent être obtenus à différentes compétitions. |                                     |                                     |

### Nombre d'inscriptions par discipline
Sur la base des résultats des championnats du monde 2016, l'Union internationale de patinage autorise chaque pays à avoir de une à trois inscriptions par discipline.
| Entrées                                                    | Messieurs                                       | Dames                   | Couples                                  | Danse sur glace           |
| ---------------------------------------------------------- | ----------------------------------------------- | ----------------------- | ---------------------------------------- | ------------------------- |
| 3                                                          | Japon                                           | Russie États-Unis Japon | Canada Russie                            | France États-Unis Canada  |
| 2                                                          | Espagne Chine Russie Canada Tchéquie États-Unis | Canada Chine            | Chine Allemagne États-Unis France Italie | Italie Royaume-Uni Russie |
| Les pays non listés dans ce tableau ont droit à une entrée |                                                 |                         |                                          |                           |

## Podiums
| Épreuves                            | Or                        | Argent                                  | Bronze                              |
| ----------------------------------- | ------------------------- | --------------------------------------- | ----------------------------------- |
| Messieurs résultats détaillés       | Yuzuru Hanyu              | Shoma Uno                               | Jin Boyang                          |
| Dames résultats détaillés           | Ievguenia Medvedeva       | Kaetlyn Osmond                          | Gabrielle Daleman                   |
| Couples résultats détaillés         | Sui Wenjing / Han Cong    | Aljona Savchenko / Bruno Massot         | Evgenia Tarasova / Vladimir Morozov |
| Danse sur glace résultats détaillés | Tessa Virtue / Scott Moir | Gabriella Papadakis / Guillaume Cizeron | Maia Shibutani / Alex Shibutani     |

## Tableau des médailles
| Rang  | Nation     | Or | Argent | Bronze | Total |
| ----- | ---------- | -- | ------ | ------ | ----- |
| 1     | Canada     | 1  | 1      | 1      | 3     |
| 2     | Japon      | 1  | 1      | 0      | 2     |
| 3     | Russie     | 1  | 0      | 1      | 2     |
| 3     | Chine      | 1  | 0      | 1      | 2     |
| 5     | Allemagne  | 0  | 1      | 0      | 1     |
| 5     | France     | 0  | 1      | 0      | 1     |
| 7     | États-Unis | 0  | 0      | 1      | 1     |
| Total | Total      | 4  | 4      | 4      | 12    |

## Détails des compétitions

### Messieurs

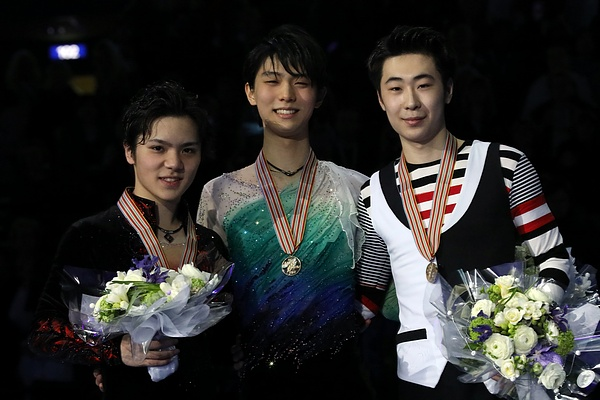
Podium des Messieurs

| Rang                                        | Nom                        | Pays           | Points | Programme court | Programme court | Programme libre | Programme libre |
| ------------------------------------------- | -------------------------- | -------------- | ------ | --------------- | --------------- | --------------- | --------------- |
| 1                                           | Yuzuru Hanyū               | Japon          | 321.59 | 5               | 98.39           | 1               | 223.20          |
| 2                                           | Shōma Uno                  | Japon          | 319.31 | 2               | 104.86          | 2               | 214.45          |
| 3                                           | Jin Boyang                 | Chine          | 303.58 | 4               | 98.64           | 3               | 204.94          |
| 4                                           | Javier Fernández           | Espagne        | 301.19 | 1               | 109.05          | 6               | 192.14          |
| 5                                           | Patrick Chan               | Canada         | 295.16 | 3               | 102.13          | 5               | 193.03          |
| 6                                           | Nathan Chen                | États-Unis     | 290.72 | 6               | 97.33           | 4               | 193.39          |
| 7                                           | Jason Brown                | États-Unis     | 269.57 | 8               | 93.10           | 7               | 176.47          |
| 8                                           | Mikhail Kolyada            | Russie         | 257.47 | 7               | 93.28           | 9               | 164.19          |
| 9                                           | Kevin Reynolds             | Canada         | 253.84 | 12              | 84.44           | 8               | 169.40          |
| 10                                          | Oleksii Bychenko           | Israël         | 245.96 | 11              | 85.28           | 12              | 160.68          |
| 11                                          | Maksim Kovtun              | Russie         | 245.84 | 10              | 89.38           | 14              | 156.46          |
| 12                                          | Misha Ge                   | Ouzbékistan    | 243.45 | 16              | 79.91           | 10              | 163.54          |
| 13                                          | Moris Kvitelashvili        | Géorgie        | 239.24 | 19              | 76.34           | 11              | 162.90          |
| 14                                          | Deniss Vasiļjevs           | Lettonie       | 239.00 | 14              | 81.73           | 13              | 157.27          |
| 15                                          | Brendan Kerry              | Australie      | 236.24 | 13              | 83.11           | 15              | 153.13          |
| 16                                          | Denis Ten                  | Kazakhstan     | 234.31 | 9               | 90.18           | 20              | 144.13          |
| 17                                          | Chafik Besseghier          | France         | 230.13 | 17              | 78.82           | 16              | 151.31          |
| 18                                          | Michal Březina             | Tchéquie       | 226.26 | 15              | 80.02           | 18              | 146.24          |
| 19                                          | Keiji Tanaka               | Japon          | 222.34 | 22              | 73.45           | 17              | 148.89          |
| 20                                          | Paul Fentz                 | Allemagne      | 217.91 | 20              | 73.89           | 22              | 144.02          |
| 21                                          | Jorik Hendrickx            | Belgique       | 214.02 | 21              | 73.68           | 21              | 140.34          |
| 22                                          | Julian Yee                 | Malaisie       | 213.99 | 23              | 69.74           | 19              | 144.25          |
| 23                                          | Alexander Majorov          | Suède          | 205.04 | 18              | 77.23           | 23              | 127.81          |
| 24                                          | Michael Christian Martinez | Philippines    | 196.79 | 24              | 69.32           | 24              | 127.47          |
| Patineurs éliminés après le programme court |                            |                |        |                 |                 |                 |                 |
| 25                                          | Ivan Pavlov                | Ukraine        |        | 25              | 69.26           | NC              | NC              |
| 26                                          | Kim Jin-seo                | Corée du Sud   |        | 26              | 68.66           | NC              | NC              |
| 27                                          | Javier Raya                | Espagne        |        | 27              | 66.88           | NC              | NC              |
| 28                                          | Stéphane Walker            | Suisse         |        | 28              | 64.04           | NC              | NC              |
| 29                                          | Igor Reznichenko           | Pologne        |        | 29              | 63.88           | NC              | NC              |
| 30                                          | Matteo Rizzo               | Italie         |        | 30              | 63.14           | NC              | NC              |
| 31                                          | Graham Newberry            | Royaume-Uni    |        | 31              | 62.04           | NC              | NC              |
| 32                                          | Chih-I Tsao                | Taipei chinois |        | 32              | 61.52           | NC              | NC              |
| 33                                          | Valtter Virtanen           | Finlande       |        | 33              | 59.45           | NC              | NC              |
| 34                                          | Nicholas Vrdoljak          | Croatie        |        | 34              | 57.28           | NC              | NC              |
| 35                                          | Slavik Hayrapetyan         | Arménie        |        | 35              | 57.14           | NC              | NC              |
| 36                                          | Larry Loupolover           | Azerbaïdjan    |        | 36              | 38.97           | NC              | NC              |

### Dames

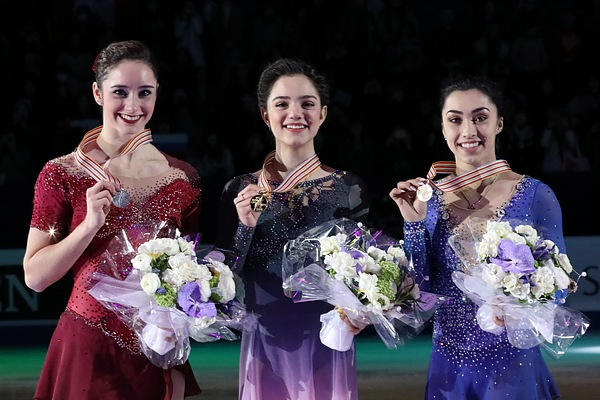
Podium des Dames

| Rang                                          | Nom                       | Pays           | Points | Programme court | Programme court | Programme libre | Programme libre |
| --------------------------------------------- | ------------------------- | -------------- | ------ | --------------- | --------------- | --------------- | --------------- |
| 1                                             | Ievguenia Medvedeva       | Russie         | 233.41 | 1               | 79.01           | 1               | 154.40          |
| 2                                             | Kaetlyn Osmond            | Canada         | 218.13 | 2               | 75.98           | 2               | 142.15          |
| 3                                             | Gabrielle Daleman         | Canada         | 213.52 | 3               | 72.19           | 3               | 141.33          |
| 4                                             | Karen Chen                | États-Unis     | 199.29 | 5               | 69.98           | 6               | 129.31          |
| 5                                             | Mai Mihara                | Japon          | 197.88 | 15              | 59.59           | 4               | 138.29          |
| 6                                             | Carolina Kostner          | Italie         | 196.83 | 8               | 66.33           | 5               | 130.50          |
| 7                                             | Ashley Wagner             | États-Unis     | 193.54 | 7               | 69.04           | 10              | 124.50          |
| 8                                             | Maria Sotskova            | Russie         | 192.20 | 6               | 69.76           | 11              | 122.44          |
| 9                                             | Elizabet Tursynbaeva      | Kazakhstan     | 191.99 | 10              | 65.48           | 8               | 126.51          |
| 10                                            | Choi Da-bin               | Corée du Sud   | 191.11 | 11              | 62.66           | 7               | 128.45          |
| 11                                            | Wakaba Higuchi            | Japon          | 188.05 | 9               | 65.87           | 12              | 122.18          |
| 12                                            | Mariah Bell               | États-Unis     | 187.23 | 13              | 61.02           | 9               | 126.21          |
| 13                                            | Anna Pogorilaya           | Russie         | 183.37 | 4               | 71.52           | 15              | 111.85          |
| 14                                            | Li Xiangning              | Chine          | 175.37 | 16              | 58.28           | 13              | 117.09          |
| 15                                            | Loena Hendrickx           | Belgique       | 172.82 | 17              | 57.54           | 14              | 115.28          |
| 16                                            | Rika Hongo                | Japon          | 169.83 | 12              | 62.55           | 18              | 107.28          |
| 17                                            | Nicole Rajičová           | Slovaquie      | 165.55 | 18              | 57.08           | 16              | 108.47          |
| 18                                            | Laurine Lecavelier        | France         | 162.99 | 22              | 55.49           | 17              | 107.50          |
| 19                                            | Nicole Schott             | Allemagne      | 161.41 | 24              | 54.83           | 19              | 106.58          |
| 20                                            | Ivett Tóth                | Hongrie        | 160.77 | 14              | 61.00           | 21              | 99.77           |
| 21                                            | Li Zijun                  | Chine          | 159.80 | 20              | 56.30           | 20              | 103.50          |
| 22                                            | Angelīna Kučvaļska        | Lettonie       | 155.02 | 21              | 55.92           | 22              | 99.10           |
| 23                                            | Anastasia Galustyan       | Arménie        | 153.47 | 23              | 55.20           | 23              | 98.27           |
| 24                                            | Kailani Craine            | Australie      | 152.94 | 19              | 56.97           | 24              | 95.97           |
| Patineuses éliminées après le programme court |                           |                |        |                 |                 |                 |                 |
| 25                                            | Yu Shuran                 | Singapour      |        | 25              | 52.87           | NC              | NC              |
| 26                                            | Joshi Helgesson           | Suède          |        | 26              | 52.07           | NC              | NC              |
| 27                                            | Helery Hälvin             | Estonie        |        | 27              | 51.94           | NC              | NC              |
| 28                                            | Amy Lin                   | Taipei chinois |        | 28              | 51.86           | NC              | NC              |
| 29                                            | Emmi Peltonen             | Finlande       |        | 29              | 50.74           | NC              | NC              |
| 30                                            | Isadora Williams          | Brésil         |        | 30              | 50.65           | NC              | NC              |
| 31                                            | Kerstin Frank             | Autriche       |        | 31              | 50.54           | NC              | NC              |
| 32                                            | Natasha McKay             | Royaume-Uni    |        | 32              | 50.10           | NC              | NC              |
| 33                                            | Yasmine Kimiko Yamada     | Suisse         |        | 33              | 47.86           | NC              | NC              |
| 34                                            | Anne Line Gjersem         | Norvège        |        | 34              | 46.99           | NC              | NC              |
| 35                                            | Anna Khnychenkova         | Ukraine        |        | 35              | 46.98           | NC              | NC              |
| 36                                            | Daša Grm                  | Slovénie       |        | 36              | 46.63           | NC              | NC              |
| 37                                            | Michaela Lucie Hanzlíková | Tchéquie       |        | 37              | 32.21           | NC              | NC              |

### Couples

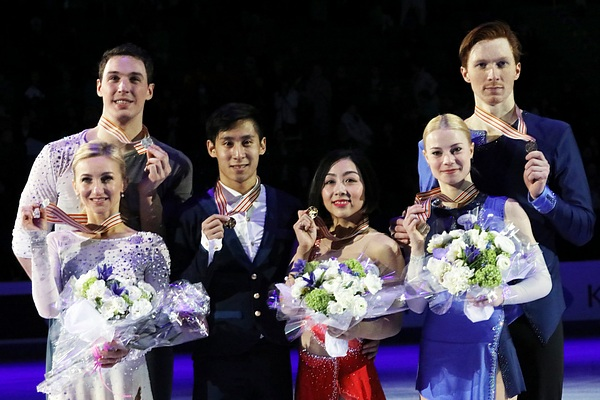
Podium des couples artistiques

| Rang                                      | Nom                                        | Pays          | Points | Programme court | Programme court | Programme libre | Programme libre |
| ----------------------------------------- | ------------------------------------------ | ------------- | ------ | --------------- | --------------- | --------------- | --------------- |
| 1                                         | Sui Wenjing / Han Cong                     | Chine         | 232.06 | 1               | 81.23           | 1               | 150.83          |
| 2                                         | Aljona Savchenko / Bruno Massot            | Allemagne     | 230.30 | 2               | 79.84           | 2               | 150.46          |
| 3                                         | Evgenia Tarasova / Vladimir Morozov        | Russie        | 219.03 | 3               | 79.37           | 4               | 139.66          |
| 4                                         | Yu Xiaoyu / Zhang Hao                      | Chine         | 211.51 | 4               | 75.23           | 5               | 136.28          |
| 5                                         | Ksenia Stolbova / Fedor Klimov             | Russie        | 206.72 | 13              | 65.69           | 3               | 141.03          |
| 6                                         | Liubov Ilyushechkina / Dylan Moscovitch    | Canada        | 206.19 | 6               | 73.14           | 8               | 133.05          |
| 7                                         | Meagan Duhamel / Eric Radford              | Canada        | 206.06 | 7               | 72.67           | 7               | 133.39          |
| 8                                         | Vanessa James / Morgan Ciprès              | France        | 204.68 | 10              | 70.10           | 6               | 134.58          |
| 9                                         | Valentina Marchei / Ondřej Hotárek         | Italie        | 203.92 | 9               | 71.04           | 9               | 132.88          |
| 10                                        | Alexa Scimeca Knierim / Chris Knierim      | États-Unis    | 202.37 | 8               | 72.17           | 11              | 130.20          |
| 11                                        | Julianne Séguin / Charlie Bilodeau         | Canada        | 198.21 | 12              | 66.31           | 10              | 131.90          |
| 12                                        | Natalia Zabiiako / Aleksandr Enbert        | Russie        | 192.54 | 5               | 74.26           | 13              | 118.28          |
| 13                                        | Nicole Della Monica / Matteo Guarise       | Italie        | 192.02 | 11              | 70.08           | 12              | 121.94          |
| 14                                        | Anna Dušková / Martin Bidař                | Tchéquie      | 179.70 | 15              | 63.36           | 14              | 116.34          |
| 15                                        | Ryom Tae-ok / Kim Ju-sik                   | Corée du Nord | 169.65 | 14              | 64.52           | 15              | 105.13          |
| 16                                        | Ekaterina Alexandrovskaïa / Harley Windsor | Australie     | 164.10 | 16              | 62.03           | 16              | 102.07          |
| Couples éliminés après le programme court |                                            |               |        |                 |                 |                 |                 |
| 17                                        | Sumire Suto / Francis Boudreau-Audet       | Japon         |        | 17              | 61.70           | NC              | NC              |
| 18                                        | Miriam Ziegler / Severin Kiefer            | Autriche      |        | 18              | 61.01           | NC              | NC              |
| 19                                        | Minerva Fabienne Hase / Nolan Seegert      | Allemagne     |        | 19              | 59.76           | NC              | NC              |
| 20                                        | Haven Denney / Brandon Frazier             | États-Unis    |        | 20              | 56.23           | NC              | NC              |
| 21                                        | Lana Petranović / Antonio Souza-Kordeiru   | Croatie       |        | 21              | 52.83           | NC              | NC              |
| 22                                        | Goda Butkutė / Nikita Ermolaev             | Lituanie      |        | 22              | 52.49           | NC              | NC              |
| 23                                        | Tatiana Danilova / Mikalai Kamianchuk      | Biélorussie   |        | 23              | 51.79           | NC              | NC              |
| 24                                        | Daria Beklemisheva / Mark Magyar           | Hongrie       |        | 24              | 45.96           | NC              | NC              |
| 25                                        | Emilia Simonen / Matthew Penasse           | Finlande      |        | 25              | 45.49           | NC              | NC              |
| 26                                        | Zoe Jones / Christopher Boyadji            | Royaume-Uni   |        | 26              | 44.33           | NC              | NC              |
| 27                                        | Lola Esbrat / Andrei Novoselov             | France        |        | 27              | 43.78           | NC              | NC              |
| 28                                        | Ioulia Chtchetinina / Noah Scherer         | Suisse        |        | 28              | 40.50           | NC              | NC              |

### Danse sur glace

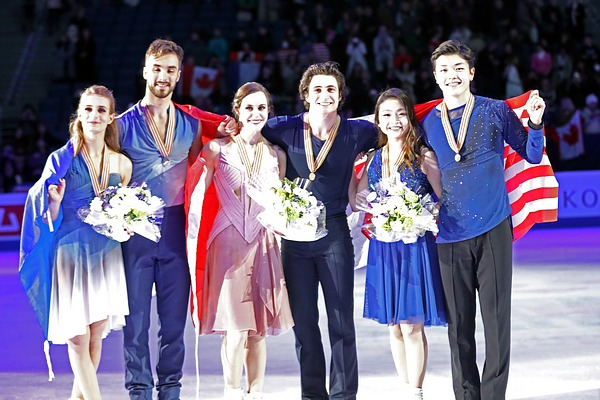
Podium de la danse sur glace

| Rang                                            | Nom                                          | Nation       | Points | Danse courte | Danse courte | Danse libre | Danse libre |
| ----------------------------------------------- | -------------------------------------------- | ------------ | ------ | ------------ | ------------ | ----------- | ----------- |
| 1                                               | Tessa Virtue / Scott Moir                    | Canada       | 198.62 | 1            | 82.43        | 2           | 116.19      |
| 2                                               | Gabriella Papadakis / Guillaume Cizeron      | France       | 196.04 | 2            | 76.89        | 1           | 119.15      |
| 3                                               | Maia Shibutani / Alex Shibutani              | États-Unis   | 185.18 | 5            | 74.88        | 4           | 110.30      |
| 4                                               | Kaitlyn Weaver / Andrew Poje                 | Canada       | 184.81 | 6            | 74.84        | 6           | 109.97      |
| 5                                               | Ekaterina Bobrova / Dmitri Soloviev          | Russie       | 184.06 | 8            | 73.54        | 3           | 110.52      |
| 6                                               | Anna Cappellini / Luca Lanotte               | Italie       | 183.73 | 7            | 73.70        | 5           | 110.03      |
| 7                                               | Madison Chock / Evan Bates                   | États-Unis   | 182.04 | 4            | 76.25        | 8           | 105.79      |
| 8                                               | Piper Gilles / Paul Poirier                  | Canada       | 178.99 | 9            | 72.83        | 7           | 106.16      |
| 9                                               | Madison Hubbell / Zachary Donohue            | États-Unis   | 177.70 | 3            | 76.53        | 10          | 101.17      |
| 10                                              | Aleksandra Stepanova / Ivan Bukin            | Russie       | 174.70 | 10           | 69.07        | 9           | 105.63      |
| 11                                              | Charlène Guignard / Marco Fabbri             | Italie       | 165.68 | 11           | 67.56        | 11          | 98.12       |
| 12                                              | Isabella Tobias / Ilia Tkachenko             | Israël       | 162.63 | 12           | 66.27        | 12          | 96.36       |
| 13                                              | Laurence Fournier Beaudry / Nikolaj Sørensen | Danemark     | 159.53 | 13           | 66.05        | 14          | 93.48       |
| 14                                              | Natalia Kaliszek / Maksym Spodyriev          | Pologne      | 157.15 | 15           | 63.37        | 13          | 93.78       |
| 15                                              | Oleksandra Nazarova / Maksym Nikitin         | Ukraine      | 155.35 | 14           | 63.86        | 15          | 91.49       |
| 16                                              | Wang Shiyue / Liu Xinyu                      | Chine        | 150.25 | 18           | 60.77        | 16          | 89.48       |
| 17                                              | Alisa Agafonova / Alper Uçar                 | Turquie      | 146.89 | 17           | 60.80        | 17          | 86.09       |
| 18                                              | Olivia Smart / Adrià Díaz                    | Espagne      | 145.61 | 16           | 60.93        | 19          | 84.68       |
| 19                                              | Kavita Lorenz / Joti Polizoakis              | Allemagne    | 142.86 | 20           | 57.10        | 18          | 85.76       |
| 20                                              | Min Yu-ra / Alexander Gamelin                | Corée du Sud | 136.71 | 19           | 57.47        | 20          | 79.24       |
| Couples de danse éliminés après la danse courte |                                              |              |        |              |              |             |             |
| 21                                              | Marie-Jade Lauriault / Romain Le Gac         | France       |        | 21           | 56.43        | NC          | NC          |
| 22                                              | Lilah Fear / Lewis Gibson                    | Royaume-Uni  |        | 22           | 54.82        | NC          | NC          |
| 23                                              | Kana Muramoto / Chris Reed                   | Japon        |        | 23           | 54.68        | NC          | NC          |
| 24                                              | Cecilia Törn / Jussiville Partanen           | Finlande     |        | 24           | 52.22        | NC          | NC          |
| 25                                              | Tina Garabedian / Simon Proulx-Sénécal       | Arménie      |        | 25           | 51.39        | NC          | NC          |
| 26                                              | Nicole Kuzmichová / Alexandr Sinicyn         | Tchéquie     |        | 26           | 51.02        | NC          | NC          |
| 27                                              | Viktoria Kavaliova / Yurii Bieliaiev         | Biélorussie  |        | 27           | 49.73        | NC          | NC          |
| 28                                              | Lorenza Alessandrini / Pierre Souquet        | France       |        | 28           | 49.51        | NC          | NC          |
| 29                                              | Olga Jakushina / Andrey Nevskiy              | Lettonie     |        | 29           | 48.26        | NC          | NC          |
| 30                                              | Taylor Tran / Saulius Ambrulevičius          | Lituanie     |        | 30           | 46.14        | NC          | NC          |
| 31                                              | Anastasia Galyeta / Avidan Brown             | Azerbaïdjan  |        | 31           | 45.58        | NC          | NC          |
| 32                                              | Tatiana Kozmava / Oleksii Shumskyi           | Géorgie      |        | 32           | 42.71        | NC          | NC          |